# ارنست فریدریش گرمار

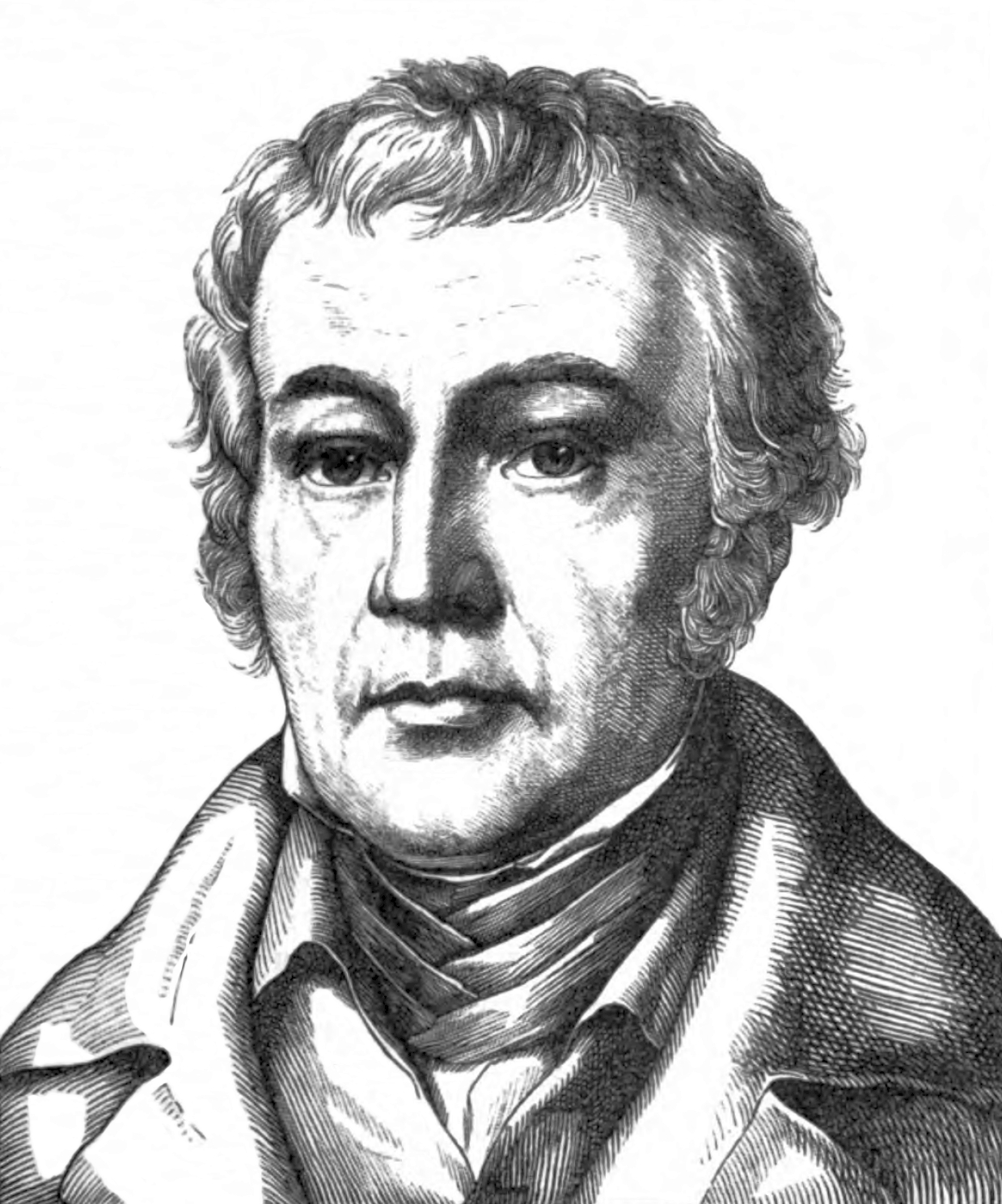

ارنست فریدریش گرمار (زاده ۱۷۸۶ درگذشته ۱۸۵۳) حشره شناس، کان شناس اهل آلمان بود. وی در خصوص ساس‌های سپرفلزی مقاله و رساله‌ای ارائه کرد. در سال ۱۸۴۵ وی به عنوان یک فرد غیر سوئدی عضو فرهنگستان پادشاهی علوم سوئد گردید.